# Maribojoc, Bohol
Maribojoc là đô thị hạng 4 ở tỉnh Bohol, Philippines. Theo điều tra dân số năm 2007, đô thị này có dân số 18.113 người.
Đô thị này có diện tích 53,31 km2. Ngôn ngữ được sử dụng hạng đầu ở đây là Boholano, một phương ngữ của tiếng Cebuano, dù tiếng Anh và tiếng Tagalog cũng được sử dụng. Kinh tế chủ yếu là nông nghiệp và ngư nghiệp.

## Các đơn vị hành chính
Maribojoc về mặt hành chính được chia thành 22 khu phố (barangay).
| - San Roque (Aghao) - Agahay - Aliguay - Anislag - Bayacabac - Bood - Busao - Cabawan - Candavid - Dipatlong - Guiwanon | - Jandig - Lagtangon - Lincod - Pagnitoan - Poblacion - Punsod - Punta Cruz - San Isidro - San Vicente - Tinibgan - Toril |